# Victor (Name)
Victor oder Viktor ist ein männlicher Vorname sowie Familienname.

## Herkunft und Bedeutung
Victor ist lateinisch und bedeutet „Gewinner“.  Der Name ist verwandt mit Vinzenz (für „Siegender“).

## Varianten
Der Name wird in zahlreichen Sprachen verwendet und hat teils eigene Formen entwickelt. Zu Namensträgern anderer Formen siehe dort.
- Victorino, Victor, Vítor (spanisch/portugiesisch)
- Victorinus (römisch)
- Vijay (indisch)
- Viktor, Vitja, Vitka, Vituscha (russisch, z. T. Koseformen)
- Viktor, Victor, Vicco, Vikerl (deutsche Koseform)
- Viktoras (meist litauisch)
- Viktors (lettisch)
- Vittorio (Vittorino, Vittore), Vito (italienisch); vgl. Vittori als Nachname; vgl. San Vittore als Ortsname
- Viturin (bündnerromanisch)
- Wiktar, Wiktor, Wictor (osteuropäische Varianten, etwa in Polen, Belarus, Ukraine, Russland)

Siehe auch die weibliche Formen: Viktoria, Victoria, Victorina

## Namenstag
Unterschiedliche Daten, zum Beispiel 30. September (Ursus und Viktor von Solothurn)

## Bekannte Namensträger
Siehe auch: Viktorkirche zu den folgenden Heiligen oder Päpsten

### Heilige
- Victor von Agaunum, Märtyrer der Thebäischen Legion
- Victor von Damaskus (auch Victor von Ägypten und Victor von Siena; † 177), Märtyrer der ersten Christenverfolgung unter Mark Aurel
- Viktor von Capua (†554), Bischof des antiken Capua, Gedenktag 2. April
- Viktor von Chalkedon (3.–4. Jh.) Märtyrer mit Hl. Sostene, Gedenktag 10. September
- Victor von Mailand (il Moro, † um 303), Märtyrer
- Viktor von Marseille († 287/8), Märtyrer, → Abteien: St-Victor (Marseille), St-Victor (Paris)
- Victor von Piacenza (2. Hälfte 4. Jahrhundert), Bischof von Piacenza
- Victor von Solothurn, Märtyrer der Thebäischen Legion
- Victor von Vita (spätes 5. Jahrhundert), Bischof von Vita und Kirchenhistoriker
- Viktor von Xanten, Märtyrer der Thebäischen Legion
- Viktor I. (†198), Papst ab 189
- Viator, auch Victor (2. Hälfte des 4. Jahrhunderts), Lektor des Bischofs Justus von Lyon, wie dieser später Eremit in Ägypten und als Heiliger verehrt[1]

### Herrschernamen

#### Päpste
- Viktor I. (189–199), auch als Heiliger bezeichnet
- Viktor II. (1055–1057)
- Viktor III. (1085–1087)
- Viktor IV. – 1138 Gegenpapst
- Viktor IV. – 1159–1164 Gegenpapst

#### Römische Kaiser
- Flavius Victor (384–388), Caesar und Mitkaiser des Magnus Maximus

#### Fürsten von Anhalt-Bernburg
- Viktor I. Amadeus (Anhalt-Bernburg), Fürst (1656–1718)
- Viktor I. Amadeus Adolf (Anhalt-Bernburg-Schaumburg-Hoym) (1693–1772), Fürst von Anhalt-Bernburg-Schaumburg-Hoym (1727–1772)
- Viktor II. Friedrich (Anhalt-Bernburg), Fürst (1721–1765)
- Viktor II. Karl Friedrich (Anhalt-Bernburg-Schaumburg-Hoym), Fürst (1811–1812)

#### Herzöge/Könige von Savoyen/Italien
- Viktor Amadeus I. (1587–1637), Herzog von Savoyen
- Viktor Amadeus II. (1666–1732), Herzog von Savoyen, König von Sizilien und erster König von Sardinien-Piemont
- Viktor Amadeus III. (1726–1796), König von Sardinien-Piemont und Herzog von Savoyen
- Viktor Emanuel I. (1802–1821), König von Sardinien-Piemont und Herzog von Savoyen
- Viktor Emanuel II. (1849–1878), König von Sardinien-Piemont und König von Italien
- Viktor Emanuel III. (1900–1946), König von Italien
- Victor Amadeus, Landgraf von Hessen-Rotenburg (1812–1834)

### Vorname, Form Victor
- Victor (Heermeister), römischer Heermeister
- Victor (Toreut), römischer Toreut (Metallbildner)
- Victor von Tunnuna, spätantiker Bischof und Chronist
- Victor von Vita, spätantiker Kirchenhistoriker
- Victor Adler (1852–1918), Begründer der Sozialdemokratischen Arbeiterpartei Österreichs
- Victor Andrade (* 1995), brasilianischer Fußballspieler
- Edward Victor Appleton (1892–1965), englischer Physiker
- Victor Banerjee (* 1946), indischer Schauspieler
- Victor Bartley (* 1988), kanadischer Eishockeyspieler
- Víctor Bascuñán (* 1973), chilenischer Fußballspieler
- Victor Borge (1909–2000), dänisch-amerikanischer Pianist und Komödiant
- Victor Bourgeois (1897–1962), belgischer Architekt
- Louis-Victor de Broglie (1892–1987), französischer Physiker
- Víctor Brown (1927–?), bolivianischer Fußballspieler
- Victor Butler (* 1987), US-amerikanischer American-Football-Spieler
- Victor Choulman (* 1938), russischer Schauspieler
- Aaron Victor Cicourel (1928–2023), US-amerikanischer Soziologe
- Victor Crone (* 1992), schwedischer Sänger und Songschreiber
- Víctor Cruz (Spitzname Vitico; 1908–1998), kubanischer Sänger, Bassist und Komponist; Pionier kubanischer und lateinamerikanischer Musik in Deutschland
- Victor Cruz (Footballspieler) (* 1986), US-amerikanischer Footballspieler
- Victor Dave (1845–1922), belgischer Journalist und Anarchist
- Victor D’Hondt (1841–1901), belgischer Jurist
- Victor Grignard (1871–1935), französischer Chemiker
- Victor Grossman (* 1928), US-amerikanischer Publizist
- Victor Franz Hess (1883–1964), österreichischer Physiker
- Victor Hémery (1876–1950), französischer Automobilrennfahrer
- Victor Heyliger (1919–2006), US-amerikanischer Eishockeyspieler
- Victor Hugo (1802–1885), französischer Schriftsteller
- Victor J. Kemper (1927–2023), US-amerikanischer Kameramann
- Victor Klemperer (1881–1960), deutscher Literaturwissenschaftler
- Victor Pierre Le Gorgeu (1881–1963), französischer Politiker und Résistant
- Víctor Hugo López (* 1982), spanischer Handballspieler
- Víctor Loyola (* 1981), chilenischer Fußballspieler
- Victor Manheimer (1877–1942), deutscher Germanist, Bibliophiler
- Victor Mature (1913–1999), US-amerikanischer Schauspieler
- Victor Merz (1839–1904), Schweizer Chemiker und Hochschullehrer
- Victor Méric (1876–1933), französischer Journalist
- Victor Mohr (1925–2016), Jurist, Generalsekretär des Raphaelswerkes
- Victor Moll (* 1956), US-amerikanischer Mathematiker und Hochschullehrer
- Victor Montalvo (* 1994), US-amerikanischer Breakdancer
- Victor Nithander (* 1987), schwedischer Schachspieler
- Victor Nurenberg (1930–2010), luxemburgischer Fußballspieler
- Victor Paz (1932–2021), panamaischer Jazztrompeter
- Victor Ponta (* 1972), rumänischer Staatsmann
- Victor Reinshagen (1908–1992), Schweizer Dirigent und Komponist
- Víctor (Fußballspieler) (* 1976), eigentlich Víctor Sánchez del Amo, spanischer Fußballspieler
- Victor Sanz (* 1973), US-amerikanischer Country-Sänger
- Victor von Schwerin (1814–1903), deutscher Rittergutsbesitzer und Politiker
- Victor Sears (1918–2006), US-amerikanischer American-Football-Spieler
- Victor Sjöström (1879–1960), schwedischer Schauspieler
- Victor Svendsen (* 1995), dänischer Badmintonspieler
- Victor Van Straelen (1889–1964), belgischer Zoologe, Paläontologe, Museumsdirektor
- Victor Vasarely (1906–1997), französischer Maler und Grafiker
- Vic Vogel (1935–2019), kanadischer Jazzpianist, Arrangeur und Bandleader
- Victor Perez (Boxer, 1911) (1911–1945), tunesischer Boxer
- Victor Gangl (* 1983), österreichischer Komponist und Musikproduzent

### Vorname, Form Viktor
- Viktor Albrecht (1859–1930), deutscher General
- Viktor Walther Paul Borgius (1870–1932), deutscher Autor und Anarchist
- Viktor Czajerek, deutscher Architekt
- Viktor Frankl (1905–1997), österreichischer Neurologe und Psychiater
- Viktor Giacobbo (* 1952), Schweizer Kabarettist und Moderator
- Viktor Kaplan (1876–1934), österreichischer Ingenieur
- Viktor Klima (* 1947), österreichischer Politiker (SPÖ), Bundeskanzler
- Viktor Kortschnoi (1931–2016), Schweizer Schach-Großmeister
- Viktor von Lang (1838–1921), österreichischer Physiker und Hochschullehrer
- Victor Lange (1908–1996), deutsch-US-amerikanischer Germanist und Anglist, Hochschullehrer
- Victor Langer (1842–1902), ungarischer Komponist
- Viktor Lazlo (* 1960), französische Pop-Sängerin
- Viktor Mäulen (1879–1956), deutscher Fußballspieler und -funktionär
- Victor von Meyenburg (1834–1893), Schweizer Künstler, Bildhauer
- Viktor Monheim (1813–1897), deutscher Apotheker, Chemiker und Botaniker
- Viktor Orbán (* 1963), ungarischer Politiker
- Viktor Roth (* 1992), deutscher YouTuber, siehe iBlali
- Viktor Röthlin (* 1974), Schweizer Langstreckenläufer
- Viktor Stauffer (1852–1934), österreichischer Maler
- Viktor Stein (1876–1940), österreichischer Redakteur und Politiker
- Viktor Ullmann (1898–1944), österreichisch-tschechischer Musiker
- Viktor Weber von Webenau (1861–1932), österreichisch-ungarischer General
- Viktor Worms (* 1959), deutscher Moderator und Journalist

### Vorname, Form Wiktar
- Wiktar Kaszjutschonak (* 1979), belarussischer Eishockeyspieler
- Wiktar Karatschun (1968–2004), belarussischer Eishockeyspieler
- Wiktar Rapinski (* 1981), belarussischer Radrennfahrer

### Vorname, Form Wiktor
- Wiktor Petrowytsch Brjuchanow (1935–2021), sowjetischer Kerntechnikingenieur und Direktor des Kernkraftwerkes Tschernobyl
- Wiktor Malinowski (Pokerspieler) (* 1994), polnisch-belarussischer Poker- und Handballspieler
- Wiktor Petrowitsch Malinowski (1928–2011), russischer Bildhauer, Maler und Dichter
- Wiktor Juschtschenko (* 1954), ukrainischer Politiker
- Wiktor Janukowytsch (* 1950), ukrainischer Politiker
- Wiktor Zieliński (* 2001), polnischer Poolbillardspieler

### Familienname, Form Victor
- André de Victor (1888–1955), französischer Autorennfahrer
- Claude Félix Abel Niépce de Saint-Victor (1805–1870), französischer Chemiker, Erfinder und Fotograf
- Cuthbert Victor (* 1983), Basketballspieler der Amerikanischen Jungferninseln
- David G. Victor (* 1965), US-amerikanischer Politik- und Klimawissenschaftler
- Ed Victor (1939–2017), US-amerikanischer Journalist und Literaturagent
- Eugen Victor (* 1936), österreichischer Schauspieler und Regisseur
- Eva Victor, US-amerikanische Comedian, Autorin und Regisseurin
- Fay Victor (* 1965), US-amerikanische Jazzsängerin
- Francisco de Paula Victor (Priester) (1827–1905), brasilianischer Geistlicher, ehemaliger Sklave und erster schwarzer Brasilianer, der seliggesprochen wurde
- Francisco de Paula Victor (Bischof) (1935–2018), brasilianischer Geistlicher und Weihbischof in Brasília
- Gary Victor (* 1958), haitianischer Schriftsteller und Dramatiker
- Henry Victor (1892–1945), britisch-amerikanischer Schauspieler
- Jakob Victor (1870–1934), deutscher Unternehmer und Lederfabrikant
- Jean-Christophe Victor (1947–2016), französischer Politikwissenschaftler und Fernsehmoderator
- Katherine Victor (1923–2004), US-amerikanische Schauspielerin
- Lindon Victor (* 1993), grenadischer Leichtathlet
- Lucien Victor (1931–1995), belgischer Radrennfahrer
- Pau Víctor (* 2001), spanischer Fußballspieler
- Paul Ben-Victor (* 1965), US-amerikanischer Schauspieler
- Paul-Émile Victor (1907–1995), französischer Polarforscher, Ethnologe und Schriftsteller
- Shane Victor (* 1988), südafrikanischer Leichtathlet
- Stephani Victor (* 1969), US-amerikanisch-schweizerische Monoskibobfahrerin
- Tommy Victor, US-amerikanischer Metal-Gitarrist und -Sänger
- Víctor Víctor (1948–2020), dominikanischer Merenguesänger und Komponist
- Walther Victor (1895–1971), Publizist, Herausgeber und deutscher Schriftsteller
- Willy Victor (1876–1956), deutscher Jurist
- Winand Victor (1918–2014), deutscher Maler und Grafiker

### Pseudonym
- TV Victor (* 1960), deutscher Ambient- und Elektronik-Musiker
- Charles Varin (1798–1869), französischer Bühnenautor
- Vicky, Pseudonym des deutsch-britischen Karikaturisten Victor Weisz (1913–1966)

### Familienname, Form Viktor, Form Wiktor
- Georg Viktor (* 1953), deutscher Bildhauer
- Ivo Viktor (* 1942), tschechoslowakischer Fußballtorhüter
- Simon Viktor (* 1984), deutscher Autor, Musiker und Künstleragent
- Zbigniew Wiktor (* 1942), polnischer Politiker und Politologe

### Technik
- ein „Victor“, ein U-Boot der Victor-Klasse
- Victor 6000, ein ferngelenktes, kabelgebundenes Tauchfahrzeug
- Victor 9000, ein Personal Computer von 1981